# São Miguel do Outeiro
São Miguel do Outeiro é uma povoação portuguesa do município de Tondela que foi sede da extinta freguesia homónima que tinha 10,38 km² de área e 913 habitantes (2011), e, por isso, uma densidade populacional de 88 hab/km².
Com a reorganização administrativa de 2012, a freguesia de São Miguel do Outeiro foi agregada à de Sabugosa para criar a São Miguel do Outeiro e Sabugosa.
São Miguel do Outeiro foi sede de concelho até 1855. Este era constituído por uma freguesia e tinha, em 1801, 1 576 habitantes. Em 1836 foram-lhe anexadas as freguesias de Boa Aldeia, Canas de Sabugosa, Farminhão e Sabugosa. Tinha, em 1849, 4 674 habitantes.

## População
| População da freguesia de São Miguel do Outeiro | População da freguesia de São Miguel do Outeiro | População da freguesia de São Miguel do Outeiro | População da freguesia de São Miguel do Outeiro | População da freguesia de São Miguel do Outeiro | População da freguesia de São Miguel do Outeiro | População da freguesia de São Miguel do Outeiro | População da freguesia de São Miguel do Outeiro | População da freguesia de São Miguel do Outeiro | População da freguesia de São Miguel do Outeiro | População da freguesia de São Miguel do Outeiro | População da freguesia de São Miguel do Outeiro | População da freguesia de São Miguel do Outeiro | População da freguesia de São Miguel do Outeiro | População da freguesia de São Miguel do Outeiro |
| ----------------------------------------------- | ----------------------------------------------- | ----------------------------------------------- | ----------------------------------------------- | ----------------------------------------------- | ----------------------------------------------- | ----------------------------------------------- | ----------------------------------------------- | ----------------------------------------------- | ----------------------------------------------- | ----------------------------------------------- | ----------------------------------------------- | ----------------------------------------------- | ----------------------------------------------- | ----------------------------------------------- |
| 1864                                            | 1878                                            | 1890                                            | 1900                                            | 1911                                            | 1920                                            | 1930                                            | 1940                                            | 1950                                            | 1960                                            | 1970                                            | 1981                                            | 1991                                            | 2001                                            | 2011                                            |
| 1 433                                           | 1 528                                           | 940                                             | 994                                             | 996                                             | 992                                             | 1 048                                           | 1 122                                           | 1 198                                           | 1 203                                           | 1 085                                           | 1 034                                           | 960                                             | 969                                             | 913                                             |

Com lugares desta freguesia foi criada, por decreto de 29 de maio de 1884, a freguesia de Parada de Gonta
| Distribuição da População por Grupos Etários | Distribuição da População por Grupos Etários | Distribuição da População por Grupos Etários | Distribuição da População por Grupos Etários | Distribuição da População por Grupos Etários | Distribuição da População por Grupos Etários | Distribuição da População por Grupos Etários | Distribuição da População por Grupos Etários | Distribuição da População por Grupos Etários | Distribuição da População por Grupos Etários |
| -------------------------------------------- | -------------------------------------------- | -------------------------------------------- | -------------------------------------------- | -------------------------------------------- | -------------------------------------------- | -------------------------------------------- | -------------------------------------------- | -------------------------------------------- | -------------------------------------------- |
| Ano                                          | 0-14 Anos                                    | 15-24 Anos                                   | 25-64 Anos                                   | > 65 Anos                                    |                                              | 0-14 Anos                                    | 15-24 Anos                                   | 25-64 Anos                                   | > 65 Anos                                    |
| 2001                                         | 145                                          | 130                                          | 472                                          | 222                                          |                                              | 15,0%                                        | 13,4%                                        | 48,7%                                        | 22,9%                                        |
| 2011                                         | 105                                          | 92                                           | 474                                          | 242                                          |                                              | 11,5%                                        | 10,1%                                        | 51,9%                                        | 26,5%                                        |

Média do País no censo de 2001:  0/14 Anos-16,0%; 15/24 Anos-14,3%; 25/64 Anos-53,4%; 65 e mais Anos-16,4%
Média do País no censo de 2011:   0/14 Anos-14,9%; 15/24 Anos-10,9%; 25/64 Anos-55,2%; 65 e mais Anos-19,0%

## Património
- Penedo dos Mouros
- Pelourinho de São Miguel do Outeiro
- Linha do Dão